# Aéroport international de Yancheng-Nanyang
L'aéroport international de Yancheng-Nanyang est un aéroport situé en Chine.

## Statistiques
Pour des raisons techniques, il est temporairement impossible d'afficher le graphique qui aurait dû être présenté ici.

Voir la requête brute et les sources sur Wikidata.